# Vivi Kola
Vivi Kola je švýcarský národní nápoj kolového typu, vyráběný od roku 1938.

## Historie

### Minerální pramen v Eglisau
Na březích Rýna u sídla Eglisau začal v roce 1819 vrtat průkopník vrtných metod a úspěšný hledač solných ložisek Carl Christian Friedrich Glenck. Postupoval rychlostí kolem 30 cm denně. Po dvou letech v hloubce 240 metrů nalezl kromě menšího solného ložiska i prameny minerální vody. Podle smlouvy s kantonem Curych neměl Glenck nárok na jiné suroviny než sůl a na vybudování solárny solné ložisko nestačilo. Později se mu podařilo sůl nalézt nedaleko Basileje a zajistil Švýcarsku nezávislost na dovozu soli. Pramen však přes padesát let vytékal bez užitku do Rýna. Od roku 1880 byl využíván v léčebném domě Kurhaus, avšak bez většího komerčního úspěchu.

### Plněné minerální vody
Po zrušení Kurhausu vznikla na místě plnírna minerální vody, která byla později distribuována pod názvem Eglisana. Poprvé byla ve větším měřítku nabídnuta na Federálním střeleckém soustředění v roce 1924, ale její premiéra byla zklamáním. Od roku 1926 byl prodej minerální vody Eglisana podpořen distribucí slazených verzí. V roce 1929 vznikla společnost Mineralquelle Eglisau AG, která v roce 1935 sortiment obohatila o sycený ovocný nápoj Orangia Eglisau a v roce 1938 o slazený minerální nápoj s přídavkem výtažku z „kolového ořechu“ nazvaný Vivi Kola.

### 1938 - 1986
Uvedení kolového nápoje na trh bylo od počátku jednoznačným úspěchem. Ve válečných letech došlo ke stagnaci slazených nápojů obecně vlivem nedostatku cukru. Vychlazená Vivi však byla všemi armádami v okolí oceňována jako náhrada za pivo a tak období světové války nebylo ztrátové. Po válce se rozvinula úspěšná reklamní kampaň, Vivi Kola sponzorovala Tour de Suiss, doprovodný vůz nesl reklamu. Vivi Kola se stala známou po celém Švýcarsku pod přezdívkou „pivo závodních jezdců“. V roce 1960 získal nový tvar lahve, odlévaný na míru ve sklárnách v Bülachu, cenu za design. Od počátku byla Coca Cola považována za lacinou náhražku osvěžujícího zázraku z Eglisau. Vivi Kola se opírala o celonárodní kampaň, podporovanou popěvkem „One, two, three - Vivi for me“.
V roce 1969 byla v Eglisau otevřena nová linka s dvojnásobnou kapacitou plnění. Od roku 1975 se na obal vrátil obrázek mapy světa a název se začal psát s C. Tlak amerických kol však neustále narůstal a výrobek s omezeným národním trhem nedokázal odolat. V prosinci 1986 se výroba Vivi Koly nakonec zastavila.

### Od roku 1986
Majitelem plnírny v Eglisau se stala skupina Feldschlösschen a od roku 1987 se zde se začaly plnit lahve Pepsi Coly. V roce 2003 se vlastníkem pramene stala společnost Thurella AG skupiny Feldschlösschen a v závodech v Eglisau plnila lahve šťávami Rittergold a ovocnými džusy OBI. Z důvodů nadměrné kapacity byl v roce 2010 zastaven i tento provoz.

Majitelem značky Vivi Kola se v roce 2008 stal rodák z Eglisau, vyučený grafik Christian Forrer, kterému v době ukončení výroby Vivi Koly bylo 13 let. Nápoj svého dětství se rozhodl oživit pomocí kampaně, orientované na národní tradici, z velké části pamatovanou potenciálními zákazníky. Podobně jako u české Kofoly, byl návrat národního kolového nápoje úspěšný. Jen během oslavy, pořádané při příležitosti obnovení výroby Vivi Koly bylo prodáno 2 500 lahví. V roce 2020 se Vivi Kola vyskytuje v regálech většiny švýcarských prodejců nápojů a stala se pravidelnou součástí nabídky nápojových lístků. 

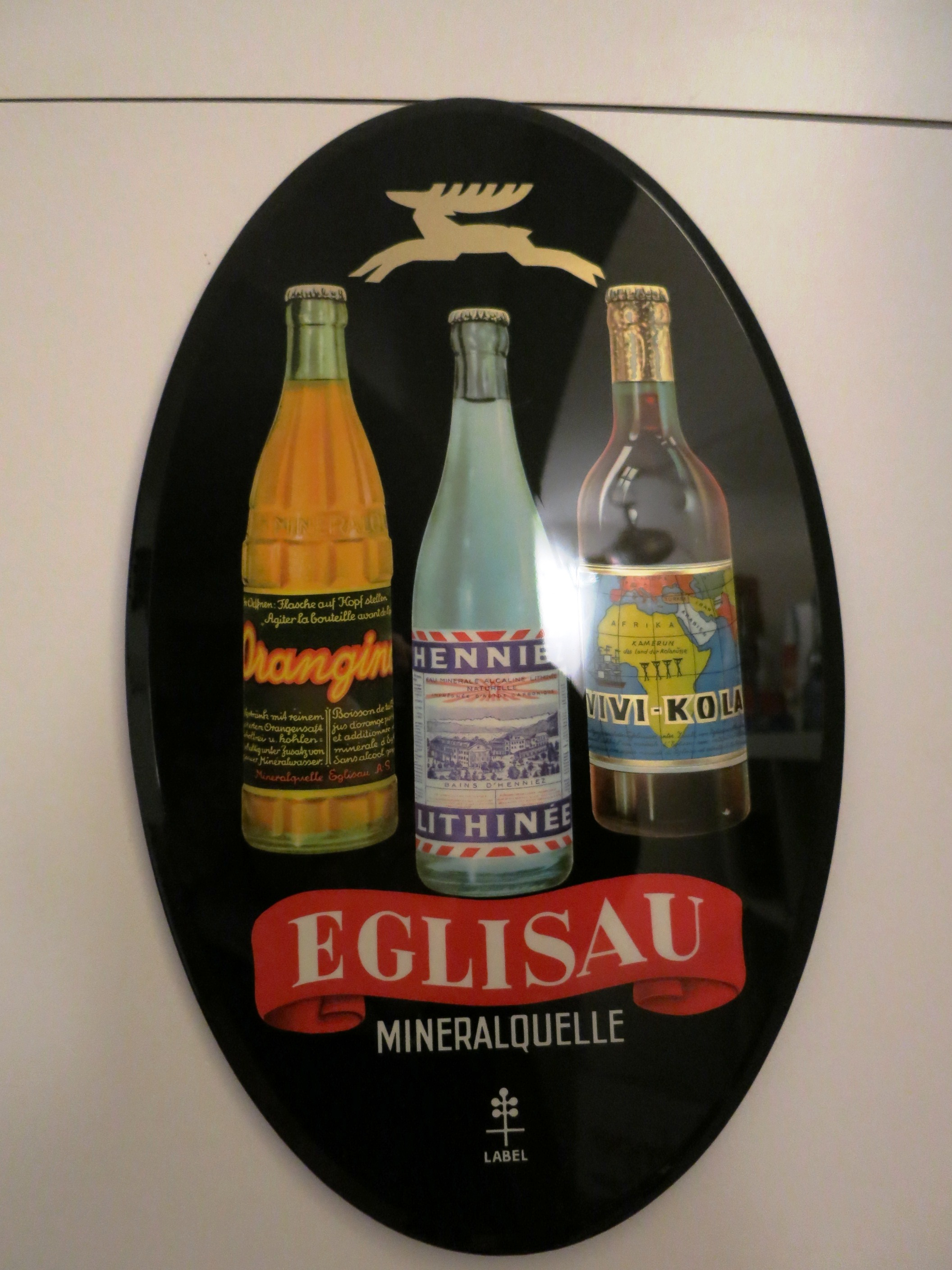
Předválečný sortiment
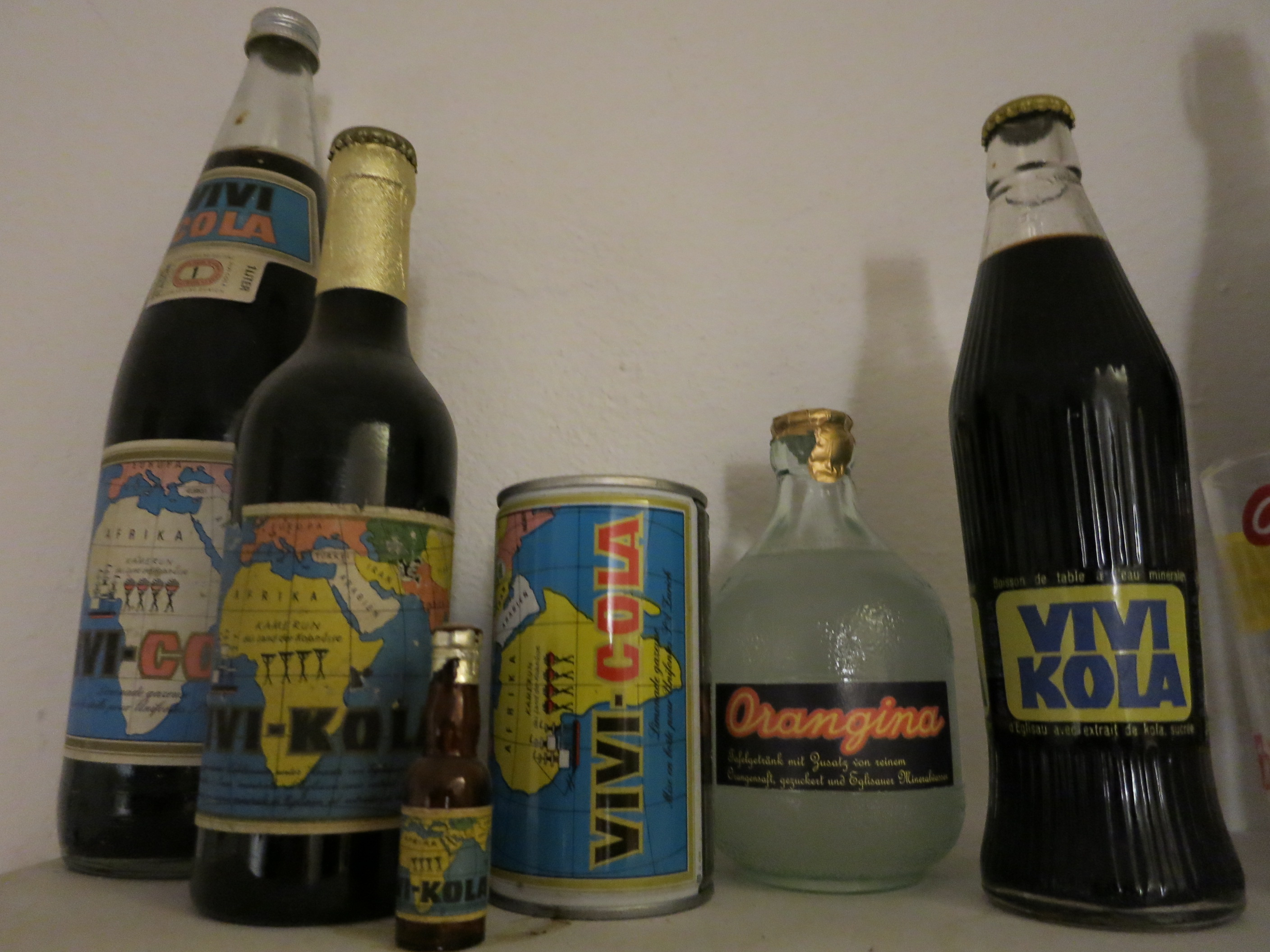
Poválečný sortiment
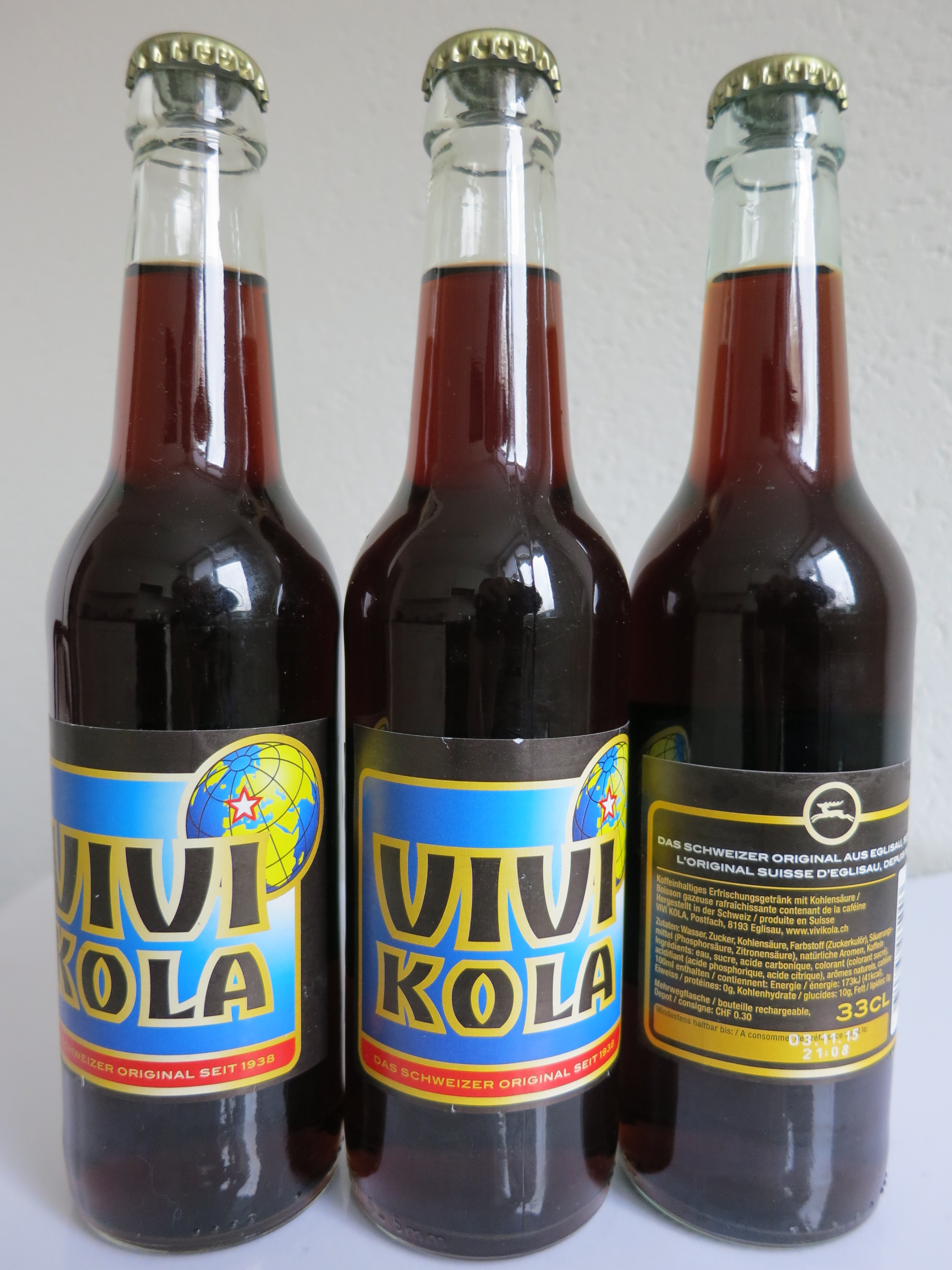
První balení po obnovení výroby